# Saurauia kinabaluensis
Saurauia kinabaluensis är en tvåhjärtbladig växtart som beskrevs av Elmer Drew Merrill. Saurauia kinabaluensis ingår i släktet Saurauia och familjen Actinidiaceae. Inga underarter finns listade i Catalogue of Life.